# الزحف إلى الكابيتول

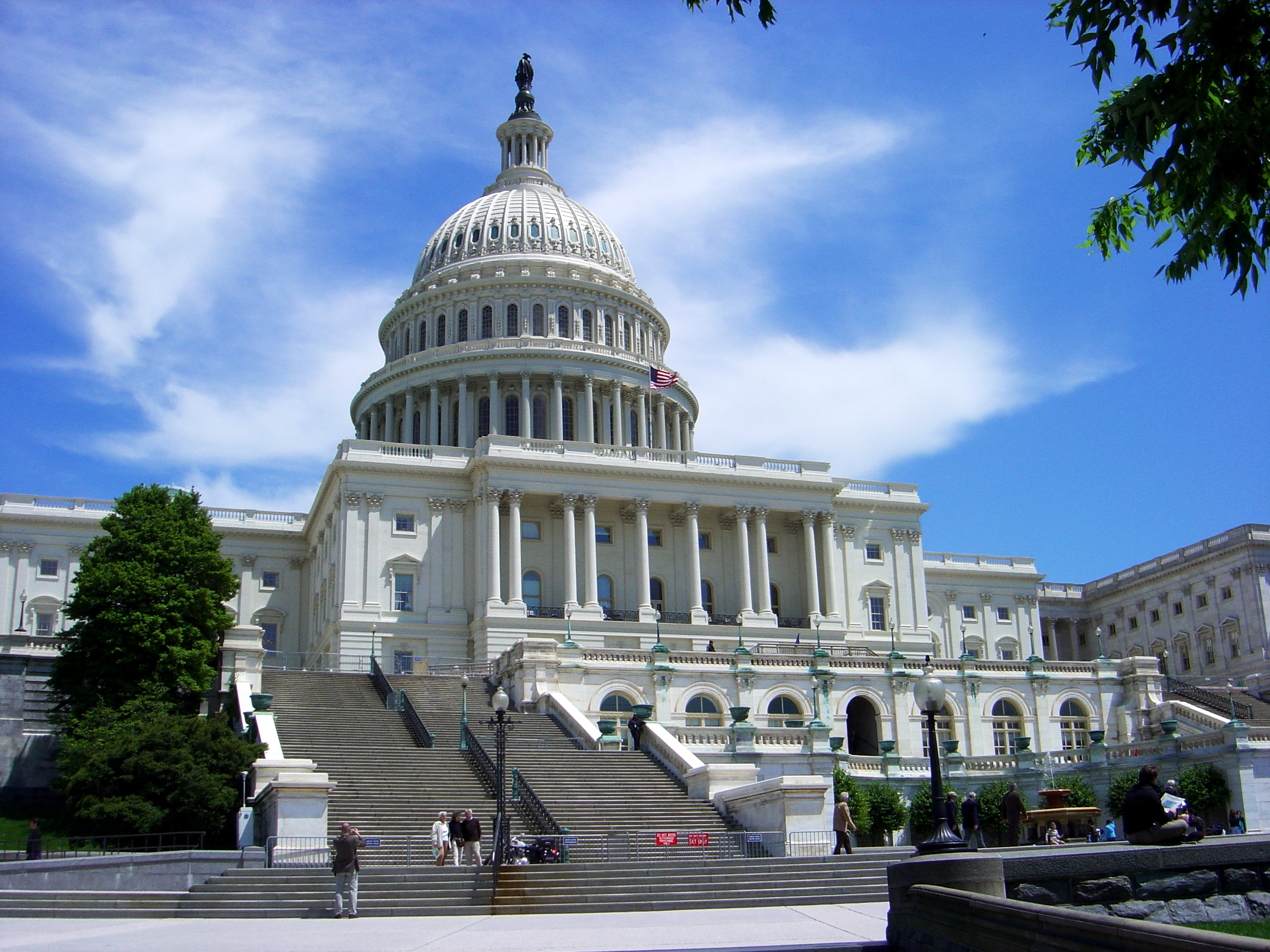
لجأ المتظاهرون إلى الزحف على السلالم غير القابلة لاستخدام المعاقين في مبنى الكابيتول الأمريكي للتعبير عن أهمية إقرار قانون لحماية حقوق ذوي الإعاقة.

الزحف إلى الكابيتول هو الاسم الذي أطلقه نشطاء التضمين وغيرهم من نشطاء حقوق الإعاقة في الولايات المتحدة على الإجراء المباشر في عام 1990، والذي كان يهدف إلى تسريع الانتقال إلى قانون الأمريكيون المعاقون لعام 1990.
وقبل تمرير القانون بفترة قصيرة، تجمهر نشطاء حقوق ذوي الإعاقة المصابون بـ إعاقات بدنية أمام مبنى الكابيتول، وألقوا العكازات والكراسي المتحركة والكراسي المتحركة الكهربائية الخاصة بهم وأي أجهزة مساعدة أخرى، وأخذوا على الفور في الزحف بأجسامهم على الدرجات المائة الأمامية لمبنى الكابيتول، بدون تحذير. ومع قيام النشطاء بذلك، كان العديد منهم يصرخ قائلاً «قانون الأمريكيون المعاقون الآن!!» و«التصويت! الآن!!». وبعض النشطاء الذين بقوا أسفل الدرج حملوا لافتات وأطلقوا صرخات التشجيع «للزاحفين تجاه الكابيتول». وقد تم تصوير طفلة مصابة بالشلل الدماغي وهي تجذب نفسها أعلى الدرج، باستخدام يديها وذراعيها، وهي تقول «سوف أستمر في ذلك طوال الليل إذا توجب علي ذلك!». وهذا الإجراء المباشر يقال إنه «أزعج» العديد من السيناتورات ودفعهم إلى الموافقة على القانون.
ورغم وجود مجموعة تقول إن الأهمية الكبرى لا تعزى بشكل كبير إلى هذا الإجراء، إلا أن الزحف نحو الكابيتول يراه العديدون من نشطاء ذوي الإعاقة المعاصرين في الولايات المتحدة على أنه الإجراء الوحيد الذي تسبب في «فرض» تفعيل قانون الأمريكيين المعاقين. واليوم، لا يشتهر إجراء الزحف نحو الكابيتول بشدة بين أفراد الشعب الأمريكي مقارنة بإجراءات حركة الحقوق المدنية الأخرى في الولايات المتحدة، بسبب فشل وسائل الإعلام الحكومية في عام 1990 في إلقاء الضوء على الحدث.